# Diplopanax vietnamensis
Diplopanax vietnamensis är en kornellväxtart som beskrevs av Leonid Vladimirovitj Averjanov, T.H.Nguyên. Diplopanax vietnamensis ingår i släktet Diplopanax och familjen kornellväxter. Inga underarter finns listade i Catalogue of Life.